# Manganakoppa, Honnali
Manganakoppa là một làng thuộc tehsil Honnali, huyện Davanagere, bang Karnataka, Ấn Độ.